# Каягоґа-Гайтс (Огайо)
Каягога-Гайтс (англ. Cuyahoga Heights) — селище (англ. village) в США, в окрузі Каягога штату Огайо. Населення — 573 особи (2020).

## Географія
Каягога-Гайтс розташована за координатами 41°26′10″ пн. ш. 81°39′13″ зх. д. / 41.43611° пн. ш. 81.65361° зх. д. (41.436150, -81.653679).  За даними Бюро перепису населення США в 2010 році селище мало площу 8,33 км², з яких 7,96 км² — суходіл та 0,37 км² — водойми.

## Демографія
Згідно з переписом 2010 року, у селищі мешкало 638 осіб у 258 домогосподарствах у складі 169 родин. Густота населення становила 77 осіб/км².  Було 278 помешкань (33/км²).
Расовий склад населення:
| - 97,3 % — білих - 1,4 % — азіатів - 0,6 % — чорних або афроамериканців - 0,2 % — корінних американців |

До двох чи більше рас належало 0,3 %. Частка іспаномовних становила 0,9 % від усіх жителів.
За віковим діапазоном населення розподілялося таким чином: 25,9 % — особи молодші 18 років, 58,0 % — особи у віці 18—64 років, 16,1 % — особи у віці 65 років та старші. Медіана віку мешканця становила 40,5 року. На 100 осіб жіночої статі у селищі припадало 83,9 чоловіків;  на 100 жінок у віці від 18 років та старших — 87,0 чоловіків також старших 18 років.
Середній дохід на одне домашнє господарство  становив 55 757 доларів США (медіана — 47 237), а середній дохід на одну сім'ю — 67 473 долари (медіана — 61 750). Медіана доходів становила 57 500 доларів для чоловіків та 38 500 доларів для жінок. За межею бідності перебувало 17,5 % осіб, у тому числі 24,2 % дітей у віці до 18 років та 7,2 % осіб у віці 65 років та старших.
Цивільне працевлаштоване населення становило 285 осіб. Основні галузі зайнятості: освіта, охорона здоров'я та соціальна допомога — 15,4 %, мистецтво, розваги та відпочинок — 10,2 %, науковці, спеціалісти, менеджери — 9,8 %, публічна адміністрація — 9,5 %.